# Saccharolecanium fujianensis
Saccharolecanium fujianensis är en insektsart som beskrevs av Tang 1991. Saccharolecanium fujianensis ingår i släktet Saccharolecanium och familjen skålsköldlöss. Inga underarter finns listade i Catalogue of Life.